# Sheridan (Arkansas)
Sheridan è una località degli Stati Uniti d'America, capoluogo della contea di Grant, nello Stato dell'Arkansas.